# Crise frontalière entre la Biélorussie et l'Union européenne
La crise frontalière entre la Biélorussie et l'Union européenne est une crise migratoire qui se manifeste par un afflux massif de migrants du Moyen-Orient (principalement d'Irak et d'Afrique) vers la Lituanie, la Lettonie et la Pologne via leurs frontières avec la Biélorussie, depuis 2021. Au moins douze personnes meurent en essayant de franchir la frontière polonaise, sécurisée par une clôture de barbelés et des milliers de soldats.
Se greffe sur ce problème la grave détérioration des relations entre la Biélorussie et l'Union européenne, à la suite de l'élection présidentielle biélorusse de 2020, des manifestations biélorusses de 2020-2021, du détournement du vol Ryanair 4978 et de la tentative de rapatriement de Krystsina Tsimanouskaya.
Les trois pays de l'Union européenne ont décrit la crise comme une guerre hybride par la traite des êtres humains, menée par la Biélorussie contre l'Union européenne, et ont appelé Bruxelles à intervenir. Pour la présidente de la Commission européenne Ursula von der Leyen, en visite à Washington, « Il ne s’agit pas d’une crise migratoire. Il s’agit d’une tentative de déstabilisation menée par un régime autoritaire contre ses voisins démocratiques. C’est l’ensemble de l’UE qui est défiée ».
La Cour européenne des droits de l'homme a rappelé, quant à elle, les obligations humanitaires qui s'imposent aux États membres de l'Union européenne.

## Contexte

### Relations entre la Biélorussie et l'Union européenne
La Biélorussie est soumise à des sanctions de la part de l'Union européenne (UE) et des États-Unis depuis 2011. Les premières sanctions du Conseil de l'UE contre le pays datent de la manifestation réprimée sévèrement lors de l'élection présidentielle de décembre 2010, qui a vu Alexandre Loukachenko poursuivre ses mandats précédents.
Depuis mai 2021, la Biélorussie fait à nouveau l'objet de sanctions imposées par l'Union européenne, en réponse au détournement du vol Ryanair 4978 par le régime de Loukachenko. L'UE interdit son espace aérien à tout avion biélorusse. Des projets d'investissements sont également gelés. En juin 2021, l'Union européenne prend une série de sanctions sectorielles économiques. 78 personnalités biélorusses et sept structures sont interdites de circulation dans l'union et leurs avoirs placés dans celle-ci sont gelés. En août 2021, les États-Unis adoptent de nouvelles sanctions contre la Biélorussie.
La Biélorussie est le troisième exportateur mondial de potasse et l'UE envisage de reprendre ce produit utilisé pour la fabrication d'engrais dans la liste des exportations soumises à sanction pour exercer des pressions sur le pays.

### Flux migratoire en provenance du Moyen-Orient
| Entrées illégales de migrants Frontière biélorusso-lituanienne | Entrées illégales de migrants Frontière biélorusso-lituanienne |
| Période                                                        | Nombre                                                         |
| -------------------------------------------------------------- | -------------------------------------------------------------- |
| 2015                                                           | 280                                                            |
| 2017                                                           | 72                                                             |
| 2018                                                           | 104                                                            |
| 2019                                                           | 46                                                             |
| 2020                                                           | 81                                                             |
| 2021 (juin).                                                   | 470                                                            |
| 2021 (fin juillet)                                             | env. 2600                                                      |
| 2021 (le 7 août)                                               | 4112                                                           |
| 2021 (le 9 novembre)                                           | 4220                                                           |

Les guerres qui ont déstabilisé le Moyen-Orient depuis la fin du XXe siècle provoquent des afflux de migrants vers l'Europe à la suite de la destruction des structures civiles des différents états d'où ils proviennent. Les rapports difficiles entre l'UE et la Biélorussie constituent pour eux une opportunité qui est à la source de la crise actuelle à la frontière entre la Biélorussie, la Pologne, la Lituanie, et la Lettonie.
Les migrants prennent d'abord des vols réguliers vers Minsk à partir d'Istanbul ou de Bagdad ou d'autres capitales du Moyen-Orient. Les vols réguliers au départ de Bagdad sont organisés cinq fois par semaine. Puis a été organisé également un vol hebdomadaire depuis Souleimaniye au Kurdistan irakien jusque Minsk. Depuis le 5 août 2021, des vols ont été organisés à partir de Bassorah, et depuis le 7 août à partir d'Erbil. Comme tous les billets pour Minsk sont vendus immédiatement, des vols charters ont été organisés depuis l'Irak vers Minsk. La Turquie, quant à elle, organise huit vols réguliers par semaine. Pour la compagnie biélorusse Belavia, qui est frappée par les sanctions européennes, c'est une occasion de poursuivre ses liaisons aériennes et de ne pas devoir voler sans passagers. La compagnie syrienne Cham Wings Airlines organise également des vols pour Minsk à partir de Damas.
En Irak, des réfugiés, considérés comme des touristes, sont embarqués sur des vols de diverses compagnies aériennes. Les entreprises touristiques avec lesquelles travaille Minsk doivent réunir, en plus du prix des billets d'avion, une caution variant de 1 500 à 3 000 euros par passager, pour couvrir les risques encourus par la Biélorussie dans le cas où le migrant ne quitterait pas son territoire dans le délai prescrit par son visa et deviendrait ainsi un immigrant illégal. La Biélorussie devrait alors payer ses frais de rapatriement vers son pays d'origine.
Le 7 août 2021, l'Irak a arrêté pour une durée indéterminée le trafic aérien de passagers de Bagdad vers Minsk. En revanche, il était prévu à cette date que les vols retours Minsk-Bagdad se poursuivent pour permettre le rapatriement des réfugiés qui le souhaitent vers leur région d'origine. Ainsi, les 9 et 10 août 2021, un vol retour vers Bagdad à partir de Minsk a été organisé emportant 300 Irakiens retournant dans leur pays.
Un autre vol de rapatriement a atterri en Irak le jeudi 18 novembre. C'est un appareil de la compagnie Iraqi Airways qui a assuré le retour de 431 personnes de Minsk à Erbil. La Biélorussie et l'Irak tentent désormais d'encourager cette inversion des flux migratoires. La Biélorussie estime à 7 000 le nombre de migrants sur son territoire. Elle se dit prête à en rapatrier 5 000 s'ils sont volontaires. Des entretiens entre le président Loukachenko et Angela Merkel ont lieu pour négocier un corridor humanitaire pour évacuer les 2 000 migrants restants.

## En Lituanie
| Migrants illégaux en Lituanie par nationalité en 2021 (au 9 novembre 2021) | Migrants illégaux en Lituanie par nationalité en 2021 (au 9 novembre 2021) |
| Nationalité                                                                | Nombre                                                                     |
| -------------------------------------------------------------------------- | -------------------------------------------------------------------------- |
| Irak                                                                       | 2811                                                                       |
| République du Congo                                                        | 204                                                                        |
| Syrie                                                                      | 147                                                                        |
| Cameroun                                                                   | 134                                                                        |
| Afghanistan                                                                | 101                                                                        |
| Russie                                                                     | 93                                                                         |
| Biélorussie                                                                | 91                                                                         |
| Iran                                                                       | 87                                                                         |
| Autres                                                                     | 444                                                                        |
| Total                                                                      | 4220                                                                       |

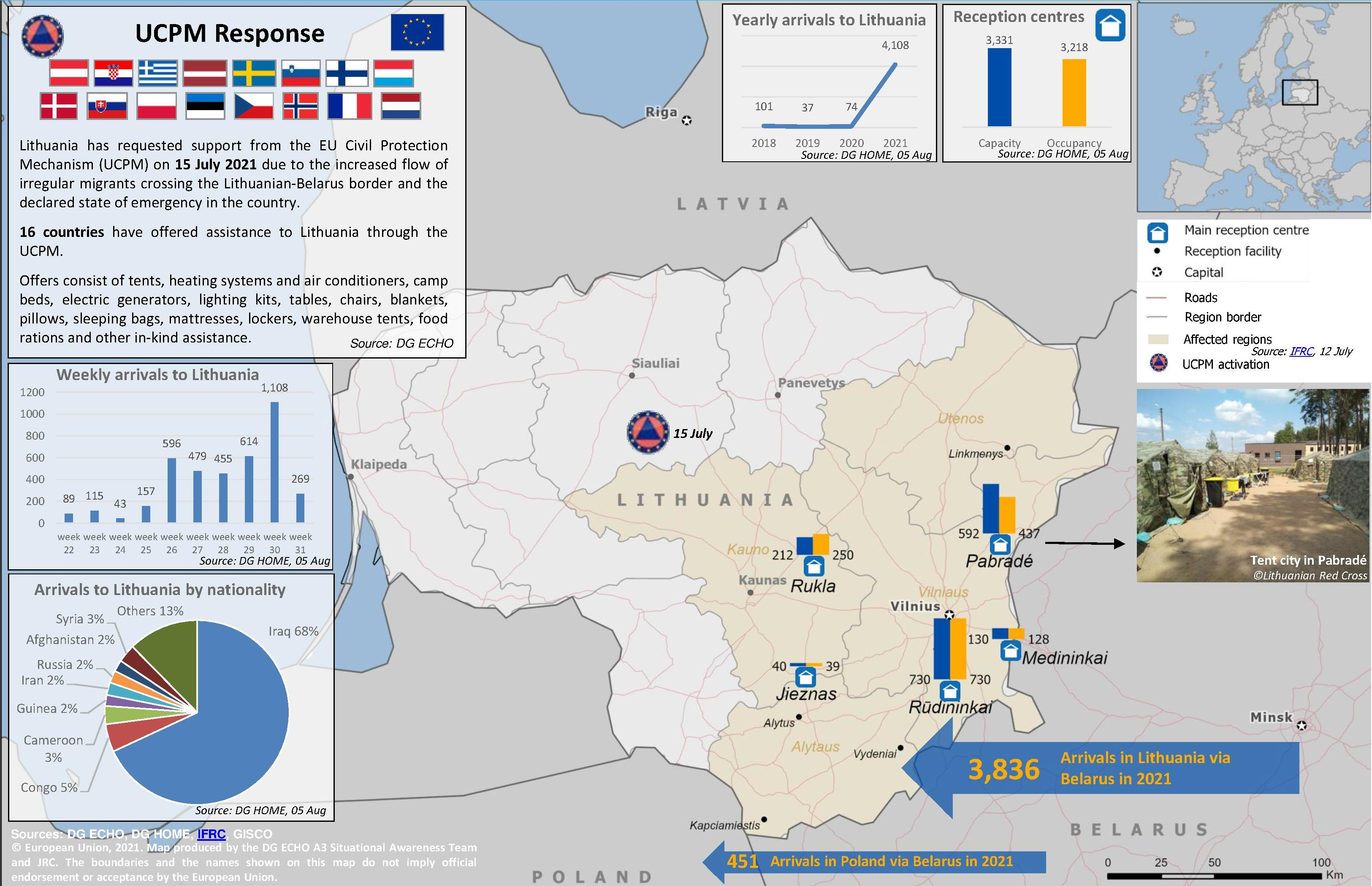
Entrées des migrants en Lituanie par province

Au printemps 2021, la Lituanie a déclaré constater un flux croissant de migrants clandestins en provenance de la Biélorussie. De janvier à juillet 2021, le nombre de migrants en situation irrégulière dépassait le chiffre de 1 500. En juillet 2021, le président lituanien Gitanas Nausėda a signé un projet modifiant les droits des migrants en provenance de Biélorusse. Il leur est interdit depuis lors de quitter les camps d'hébergement dans lesquels les autorités lituaniennes les ont installés et la police peut désormais arrêter ceux-ci pour une période de six mois. Certains députés lituaniens se sont prononcés contre ces amendements, estimant qu'il violent les droits de l'homme mais aussi certains principes de la constitution du pays.
En juillet 2021, la Lituanie annonce la construction d'un mur le long de la frontière avec la Biélorussie, pour éviter les passages de clandestins. Cette barrière métallique de 500 km constituée de fils barbelés devrait avoir un coût de 150 millions d'euros, budgétisé en août 2021 par le parlement lituanien. Le 28 juillet, le nombre de réfugiés s'élevait à 2 839 selon les autorités lituaniennes[réf. souhaitée]. La plupart d'entre eux sont Irakiens[réf. souhaitée].
Les autorités ont commencé la construction de villages de tentes à Pabradė, près du centre d'enregistrement des étrangers. Des conteneurs destinés à l'habitation ont également été installés dans un camp militaire dans la Municipalité du district de Šalčininkai. En même temps, les gardes-frontières ont été autorisés à recourir à la force contre les migrants. Un réfugié a été tué par les forces lituaniennes, selon les gardes frontières biélorusses. Ces mesures ont considérablement réduit le nombre de passages clandestins. Le 4 août 2021 les vols d'Irak vers la Biélorussie ont été suspendus et le nombre de passages frontaliers par les migrants a été réduit à très peu de cas. À cette fin, le ministre lituanien des affaires étrangères Gabielius Landsbergis s'est rendu à Bagdad pour discuter de ces enjeux avec les autorités irakiennes. Il a demandé au gouvernement irakien d'arrêter les vols entre Bagdad et Minsk. Il a également annoncé que les demandes d'asile ne seraient de toute manière pas accordées à ceux qui franchissent la frontière. Début août 2021, la Lituanie avait traité 230 demandes d'asile qui ont finalement toutes été rejetées,,.
Le 17 août, le Service de protection des frontières de la Lituanie a publié des images montrant le déplacement par les gardes-frontières biélorusses d'un groupe de réfugiés sur le territoire de la Lituanie. À la suite de l'incident, Vilnius a envoyé à Minsk une note de protestation.

## En Lettonie
En août 2021, les migrants clandestins ont organisé un nouvel itinéraire vers l'UE en traversant la frontière entre la Biélorussie et la Lettonie. Le 9 août, les gardes-frontières lettons ont arrêté près de deux cents personnes qui avaient franchis la frontière. Selon le chef des gardes-frontières, le processus de passage est organisé pour faire pénétrer simultanément des groupes d'une trentaine de personnes en même temps. Ils sont composés d'hommes mais aussi de femmes et d'enfants.
En raison de l'aggravation de la situation, la Lettonie a instauré le régime de l'état d'urgence dans la région frontalière de Krāslava et les districts voisins. Le ministère de l'intérieur a décidé d'envoyer à Daugavpils les forces spéciales de la compagnie basée à Smiltene[réf. nécessaire].
Le gouvernement letton a alloué au ministère de l'Intérieur un montant de 1,7 million d'euros pour l'acquisition et l'installation de barbelés à la frontière avec la Biélorussie. La longueur de la frontière est de 173 km. De nouvelles infrastructures seront construites à la frontière pour un montant de 14 millions d'euros
Selon les gardes frontières lettons, les migrants se présentent à la frontière de la Lettonie accompagnés d'employés des services frontaliers biélorusses en armes.
Malgré le fait que l'organisation des Nations unies (ONU) appelle la Lettonie à réviser sa politique à l'encontre des migrants, la ministre de l'Intérieur Maria Golubeva (en) affirme que cela ne sera pas le cas et que la Lettonie ne va pas laisser passer tous les migrants et attendre plusieurs mois pour examiner leur demande d'asile.

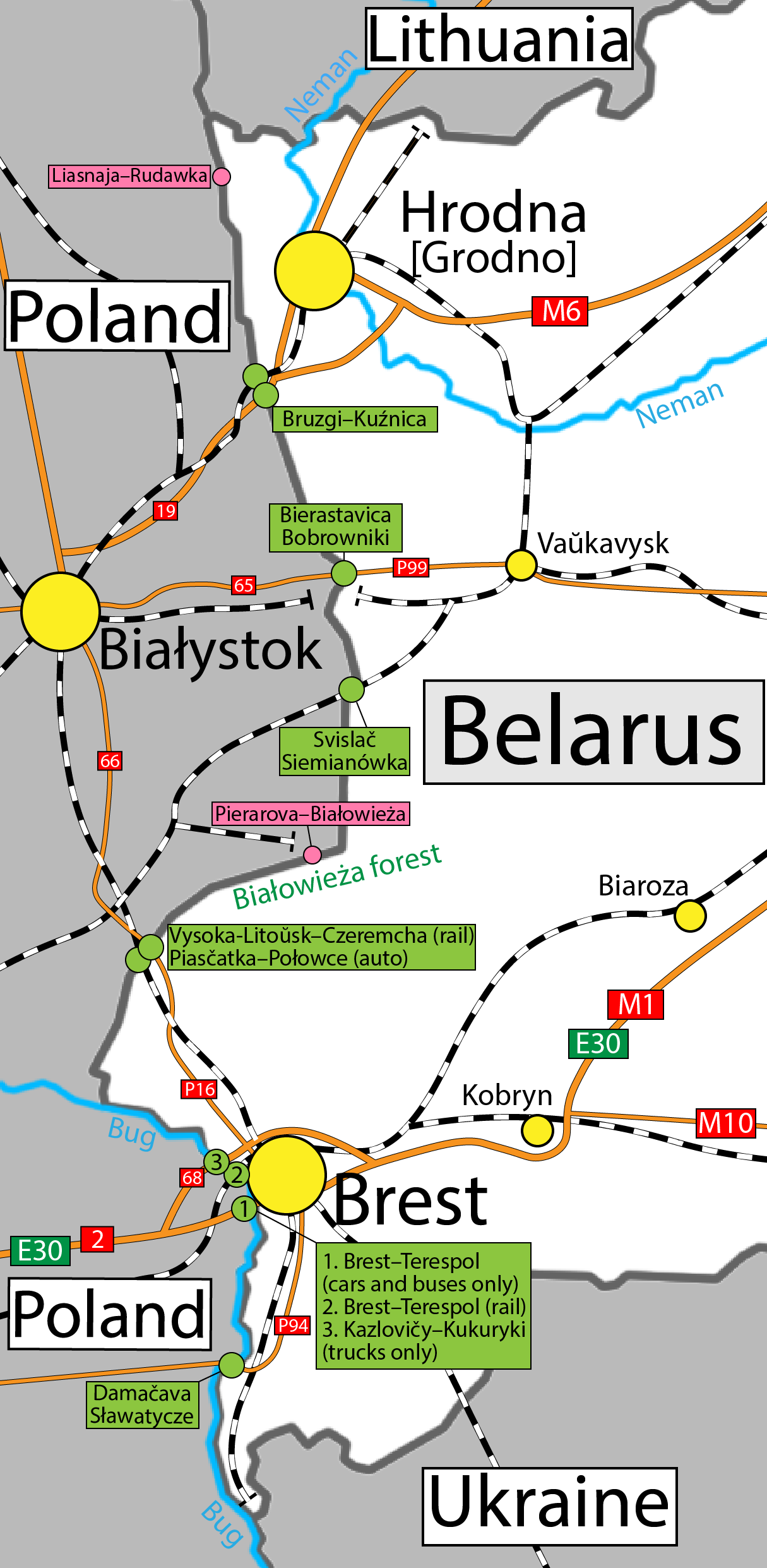
Frontière entre la Biélorussie et la Pologne.

## En Pologne
En août 2021, la Pologne annonce la construction d'une barrière métallique de 2,5 mètres de haut sur 150 kilomètres le long de la frontière (qui fait au total 400 km), à la suite de l'augmentation des entrées illégales d'immigrants depuis la Biélorussie. Le 29 août 2021 les gardes-frontières polonais ont arrêté un groupe de 13 personnes (12 Polonais et un Néerlandais, vraisemblablement activistes du mouvement polonais Dialogue ouvert), qui détruisaient les clôtures mises en place entre les deux pays.
Depuis le 10 août 2021, des migrants, originaires pour la plupart du Moyen-Orient, qui tentent de franchir la frontière biélorusse-polonaise ont organisé à proximité du village polonais de Usnarz Górny (situé le long de la frontière) un camp improvisé qui est entouré de soldats biélorusses et polonais de chaque côté des frontières respectives. La Pologne refuse d'accorder des demandes d'asile considérant que les réfugiés doivent introduire une telle demande à Minsk,,.
Le 2 septembre 2021 le gouvernement polonais a instauré l'état d'urgence, mesure qui n'avait plus été prise depuis 1981. Ce régime est d'application dans 183 localités de la  Voïvodie de Podlachie et de la Voïvodie de Lublin et incluent l'interdiction de manifestations de masse. Les personnes ne résidant pas dans ces provinces ne pourront plus y pénétrer y compris les journalistes sous peine d'amendes ou d'arrestation, Le journaliste belge de la chaîne de télévision VTM, Robin Raemakers a également été interpellé par les gardes-frontières polonais le jeudi 11 novembre. Fin septembre, la journaliste de la chaîne Arte Ulrike Dässler, son caméraman et son accompagnatrice, entrés dans la zone « par inadvertance », ont été arrêtés et placés en garde à vue avant d’être présentés, menottés, devant un juge. Leur matériel vidéo leur a été confisqué, avant de leur être rendu. L’équipe s’en est sortie avec une réprimande. Ces arrestations de journalistes sont dénoncés par le quotidien Le Monde qui dénonce le trou noir informationnel et humanitaire provoqué le long de la frontière avec la Biélorussie sous couvert d'état d'urgence décrété par la Pologne : « C’est une sorte de censure préventive exercée sur les médias, dénonce Maciej Piasecki, journaliste du site d’investigation OKO. press, qui a passé plusieurs semaines sur place. La volonté du gouvernement polonais est d’empêcher toute information fiable de sortir de la zone. Il est impossible de vérifier les informations ou les vidéos qui nous parviennent.».
Le 19 septembre 2021, les gardes-frontières biélorusses ont trouvé dans le Canal d'Augustów le corps sans vie d'une Irakienne. À ses côtés se trouvaient les corps de cinq autres Irakiens.
Le 24 septembre, la Pologne annonce la mort de cinq migrants à la frontière entre les deux pays. Il s'agirait de migrants qui n'ont pas pu supporter les conditions de vie difficiles dans les forêts entre les deux pays ou qui n'ont pas obtenu l'aide médicale qui leur était nécessaire,.
Le gouvernement polonais entreprend à partir de septembre 2021 la construction d'un immense mur au cœur de la forêt de Białowieża, l’une des dernières grandes forêts primaires d’Europe, pour interdire le passage aux migrants. Prévu pour 350 millions d’euros, le mur, fait d’acier et de barbelés, s’étendra sur 180 kilomètres et sera équipé de caméras et de capteurs à détection. Le projet est dénoncé par les écologistes pour la pression exercée sur la biodiversité : « Ce genre de barrières constitue l’une des principales menaces à la faune et flore, elles fragmentent et isolent les populations animales en plus de perturber les échanges génétiques », déclare Rafał Kowalczyk, directeur de l’Institut de recherche sur les mammifères.
En octobre 2021, le parlement polonais valide le projet de construction d'une barrière de sécurité d'un coût estimé à 353 millions d'euros, sans apport de l'Union européenne.
Le 8 novembre 2021, un groupe important de migrants (estimés d'abord à plusieurs centaines, puis à plusieurs milliers),, accompagnés d'hommes armés (vraisemblablement des forces de sécurité biélorusse) a été observé au passage de frontière Bruzgi (en) - Kuźnica dans l'oblast de Grodno,,.
Selon les informations provenant de reform.by, la plupart des migrants (des Kurdes irakiens), coordonnent leurs actions en utilisant les réseaux sociaux. Les forces biélorusses n'ont pas laissé les migrants marcher vers la frontière et les ont dirigés vers la forêt voisine. Les deux pays ont diffusé des vidéos qui montraient les migrants tentant de couper les barbelés ou de les détruire avec des troncs d'arbres,. Les migrants ont également lancés des pierres et des bâtons sur les gardes frontières polonais, mais en réponse à cela les polonais ont utilisé des gaz lacrymogène,.
Le ministre de la défense polonais Mariusz Błaszczak a déclaré que la Pologne avait porté le nombre de militaires à la frontière à 12 000 hommes. À 7 h du matin, la Pologne a ferme le poste frontière de Kuźnica. La situation n'a toutefois pas encore débouché sur des affrontements armés.

## Sanctions
Le Conseil de l'UE, dans un communiqué de presse daté du 30 juillet 2021, condamne l'instrumentalisation des migrants et des réfugiés par le régime biélorusse.
La commissaire européenne aux Affaires intérieures, Ylva Johansson a rencontré le ministre de l'Intérieur polonais Mariusz Kamiński et après cette rencontre, a déclaré que « La Pologne, en tant qu'État membre fort de l'UE, peut montrer que la capacité de protéger la frontière peut aller de pair avec la capacité de respecter les droits fondamentaux et les obligations de l'UE ». Les ministres des Affaires européennes se sont réunis à Luxembourg le 18 octobre 2021 pour discuter de la situation en Biélorussie. Pour le ministre allemand des Affaires étrangères Heiko Maas: « Loukachenko utilise les réfugiés comme instrument de pression sur les États européens ».
Les autorités de l'UE ont décidé de suspendre partiellement le régime de simplification des visas pour la Biélorussie, et d'adopter un cinquième lot de sanctions dont elle parlait depuis l'été. Le 15 novembre, une réunion des ministres des affaires étrangères des pays de l'UE se tiendra pour mettre au point ces sanctions
En décembre 2021, l'Union européenne, les États-Unis, le Royaume-Uni et le Canada mettent en place des sanctions contre 17 individus et 10 entités biélorusses qu'ils accusent de « violations répétées des droits humains », une décision « absurde » selon Minsk.
À la suite de ces sanctions la Biélorussie annonce la mise en place des contre-sanctions sur les produits alimentaires venant de l'Union européenne, du Canada, des États-Unis et du Royaume-Uni, notamment les fruits et légumes, les produits carnés et laitiers, sauf l'alimentation bébé, à compter du 1er janvier 2022.

## Questions relatives aux droits de l'homme

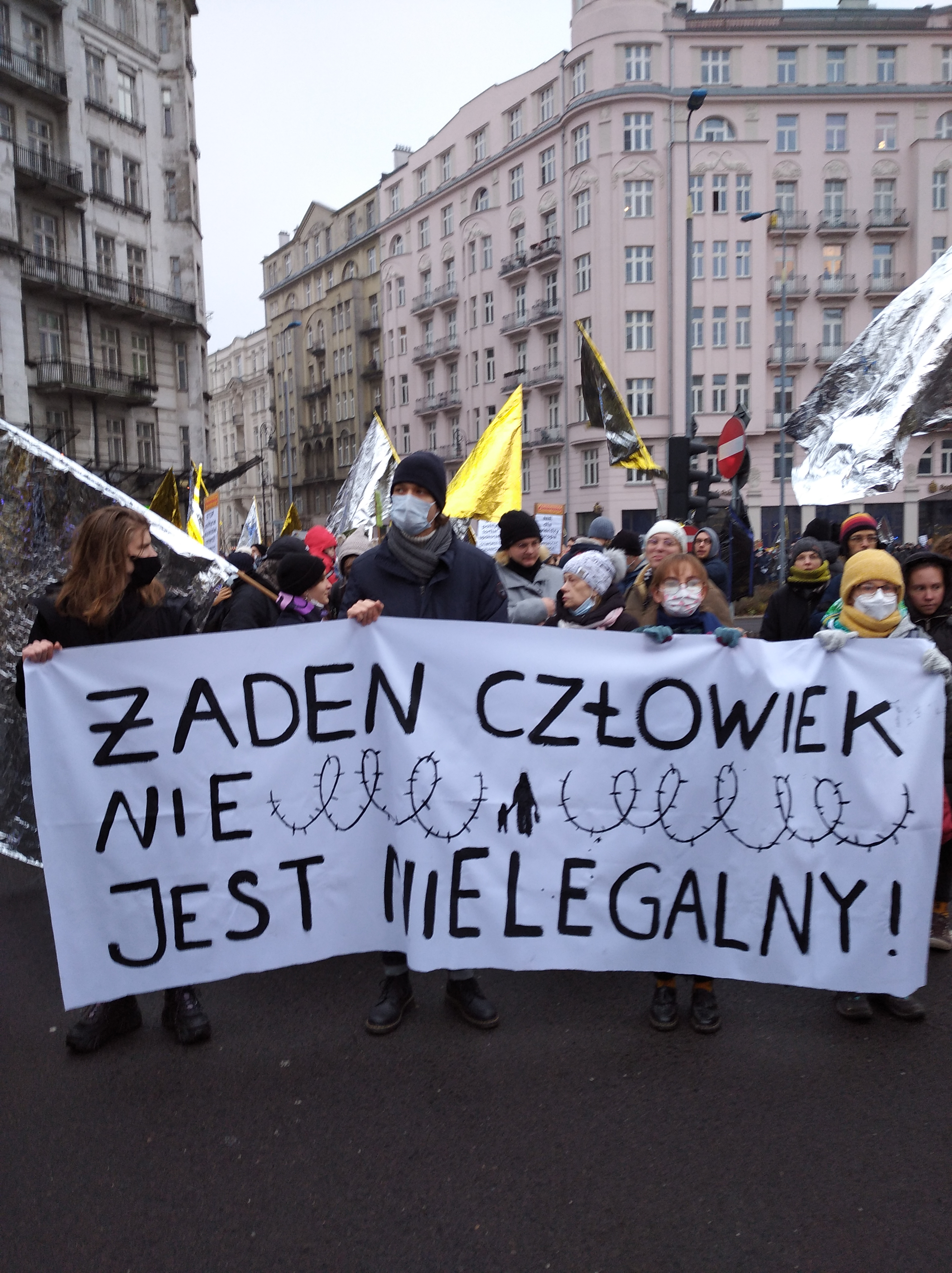
« Aucun homme n'est illégal » - mars à Varsovie en 2021.

Le 25 août, la Cour européenne des droits de l'homme a décidé que la Pologne et la Lettonie avaient l'obligation de fournir des logements et des vêtements aux réfugiés provenant du Moyen-Orient qui sont bloqués à la frontière de la Biélorussie. La mesure a été prise avec effet jusqu'au 15 septembre puis a été prolongée. L'Union européenne envisage aussi d'interdire les vols de Turkish Airlines et de Flydubai vers des aéroports européens aussi longtemps que ces compagnies seront impliquées dans le transport de réfugiés vers Minsk.
Amnesty International accuse les autorités polonaises de procéder à des retours forcés illégaux de migrants provenant de Biélorussie.
En octobre 2021, La Pologne a légalisé le refoulement des migrants et des demandeurs d'asile par la force, ce qui est illégal en vertu du droit européen et international,. Un groupe de défense des droits de l'homme Amnesty International et d'autres organisations de défense ont déclaré que la Pologne et la Lituanie violaient les droits des migrants, en limitant l'accès des demandeurs d'asile sur leur territoire,. Eve Geddie, directrice du Bureau des Institutions européennes d'Amnesty International, a déclaré que « Forcer le retour de personnes qui tentent de demander l'asile sans une évaluation individuelle de leurs besoins de protection est contraire au droit européen et international.» La Pologne et la Lituanie ont violé les lois internationales, y compris l'interdiction des expulsions collectives stipulée dans la Convention européenne des droits de l'homme,.

## Réactions
Selon les députés européens Bernard Guetta et Raphaël Glucksmann (ce dernier est également président de la Commission spéciale sur l’ingérence étrangère dans l’ensemble des processus démocratiques de l’Union européenne, y compris la désinformation), il faut accueillir les migrants et examiner leur droit à un asile, mais aussi prendre des sanctions contre le régime de Loukachenko. Sanctionner les compagnies aériennes complices est une évidence selon eux mais ils trouvent également important de sanctionner fortement la Biélorussie en bloquant ses exportations qui passent à travers la Lituanie et la Pologne pour arriver jusqu'en mer Baltique,.
Le ministre de la Défense de la Pologne Mariusz Błaszczak considère que la situation de crise à la frontière polono-biélorusse est le résultat de l'activité de la Biélorussie liée à celle de la fédération de Russie,,.
Le chef du ministère suédois de la Défense Peter Hultqvist suppose que derrière la crise migratoire à la frontière entre la Lituanie et la Biélorussie se trouve Moscou et lie ces propos aux exercices militaires de la Russie et de ses alliés Zapad-2021.
Mateusz Morawiecki, Premier ministre polonais, accuse également Vladimir Poutine de soutenir le président biélorusse Loukachenko en coulisse. Le but, selon le Premier ministre, est de déstabiliser l'Union européenne par une guerre d'un type nouveau dans laquelle les réfugiés sont utilisés comme boucliers humains.

## Recherche de dialogue avec Minsk
Le chef de la diplomatie européenne, Josep Borrell, a déclaré dans une interview au Journal du dimanche que « Parler n'est jamais nocif. Nous avons toujours un chargé d'affaires à Minsk… La non-reconnaissance de la légitimité de ce régime (NB. dirigé par Loukachenko) ne devrait pas nous empêcher de lui parler quand il s'agit de nos propres intérêts ». Borrell a également déclaré qu'il ne croyait pas à l'idée de construire un mur à la frontière de la Pologne et de la Biélorussie. Selon lui, il y a plus de murs en Europe qu'à l'époque du mur de Berlin.
Précédemment, le président russe, Vladimir Poutine, a souligné que le président biélorusse et la chancelière Angela Merkel étaient prêts à se parler. Il a exprimé l'espoir que ces négociations auraient lieu puisque c'est en Allemagne que la majorité des migrants espère se rendre. La porte-parole du président de la Biélorussie, Natalia Esmont, a déclaré que Minsk était prête à dialoguer avec Angela Merkel et les autres dirigeants de l'UE.
Selon l'agence Belga, Josep Borrell et le ministre biélorusse des affaires étrangères Vladimir Makeï se sont entretenus par téléphone à propos de la crise des migrants le 14 novembre 2021. C'est le premier contact de haut niveau entre Bruxelles et Minsk depuis le début de la crise. Le 15 novembre 2021, la chancelière allemande Angela Merkel s'est entretenue au téléphone avec Alexandre Loukachenko. C'est le premier échange du président Loukachenko avec un dirigeant européen depuis sa réélection contestée en août 2020. Ils ont parlé en particulier de la nécessité d'une aide humanitaire aux migrants bloqués à la frontière entre la Biélorussie et l'Union européenne.
La cheffe de l'opposition biélorusse, Svetlana Tikhanovskaïa a appelé les dirigeants de l'Union européenne à éviter les contacts avec Alexandre Loukachenko. Elle trouve étrange que la chancelière
Angela Merkel ait eu avec lui des entretiens téléphoniques. « Quel dialogue peut-on avoir quand des gens sont détenus et torturés quotidiennement ?

## Médecins sans frontières empêché de remplir sa mission humanitaire à la frontière
L'organisation Médecins sans frontières ()MSF) a quitté la région frontalière. La Pologne a, en effet, prolongé l'interdiction d'accès imposée depuis septembre 2021 et les autorités polonaises empêchent les membres de l'organisation humanitaire d'accéder à la région boisée où des groupes de personnes vivent sous des températures inférieures à zéro degré et restent sans assistance médicale et humanitaire. Plusieurs demandes ont été introduites par MSF pour leur venir en aide, mais sans succès. Les migrants ne peuvent ni entrer dans l'Union européenne, ni retourner sur leurs pas.

## Utilisation du concept de guerre hybride
Le Premier ministre polonais Mateusz Morawiecki se dit confronté à une guerre hybride dont les migrants sont les armes. Le directeur du Groupe d'information sur la paix et la sécurité (GRIP) Yannick Quéau s'indigne de l'utilisation de l'expression guerre hybride qui permet de traiter les migrants comme une menace alors qu'ils sont les victimes. Ce sont, selon Yannick Quéau, des vocables qui déshumanisent les personnes.
Pour le droit international la guerre hybride est une forme d'usage de la force alors que les règles de la légitime défense ne peuvent être invoquées mais où l'on peut répliquer par exemple par des sanctions économiques ou autres. C'est ce que l'Union européenne a fait vis-à-vis de la Biélorussie après l'élection le 9 aout 2020 d'Alexandre Loukachenko. Dans son discours sur l'État de l'Europe du 9 novembre 2021 le président du Conseil européen Charles Michel a déclaré que les Européens sont confrontés à une attaque hybride brutale du fait que la Biélorussie « instrumentalise la détresse des migrants d'une manière cynique et choquante ». Le terme guerre hybride est ainsi utilisé pour qualifier les actions des deux parties en conflit.
Pour Olivier Corten « l'expression guerre hybride est un euphémisme pour dire que c'est quand même une guerre… donc on est en légitime défense… donc on peut construire des murs… donc on peut même utiliser la force ». « Un problème de droits humains est transformé en problème de crime en disant que des terroristes s'infiltrent parmi les migrants et qu'il y aura un risque d'attentat. On criminalise des personnes qui, en réalité sont des victimes. »

## Position de la Cour suprême polonaise concernant l'interdiction d'accès des médias aux frontières
Le 18 janvier 2022, la Cour suprême polonaise dénonce comme incompatible avec la constitution, les règlements en vigueurs en Pologne depuis 6 mois visant l'interdiction d'accès à la zone frontalière polono-biélorusse. Selon la Cour suprême, la constitution garantit la liberté de circuler sur le territoire de la Pologne, mais aussi de collecter et de diffuser les informations. La Cour a été saisie de la question après l'arrestation par la police de deux journalistes qui se sont retrouvés dans la zone interdite par erreur. Après 24h de détention les journalistes ont été jugés et condamnés par un tribunal local à une peine d'admonestation. La Cour suprême n'a pas le droit en Pologne de lever des actes législatifs mais sa décision devra être prise en compte par les tribunaux civils en cas de procès similaires.